# Deycimont
Deycimont ([desiˈmɔ̃] ) ist eine französische Gemeinde mit 298 Einwohnern (Stand: 1. Januar 2022) im Département Vosges in  der Region Grand Est. Sie gehört zum Arrondissement Saint-Dié-des-Vosges (bis 2024 Épinal) und ist Mitglied im Gemeindeverband Communauté de communes Bruyères-Vallons des Vosges. Die Bewohner werden Deycimontais und Deycimontaises genannt.

## Geografie
Die Gemeinde Deycimont liegt in den Vogesen auf einer Höhe von 400 m über dem Meeresspiegel, 22 Kilometer nordwestlich von Gérardmer und 15 Kilometer östlich von Épinal.
Die Fläche des 6,39 km² großen Gemeindegebietes erstreckt sich vom Mosel-Nebenfluss Vologne, der die südöstliche Gemeindegrenze bildet, bis auf die über 580 m erreichenden Höhen eines weit nach Westen ausladenden Ausläufers der Vogesen im Norden der Gemeinde. Die Erhebung Tête du Fourneau ist mit 554 m nicht der höchste, aber der markanteste Punkt im Gemeindeareal. Der Abschnitt des Volognetales ist im Bereich der Gemeinde Deycimont bis zu 1000 m breit und bietet Raum für ein lockeres Gefüge von Äckern, Weideland und Siedlungsflächen. Etwa ein Drittel des Gemeindegebietes ist bewaldet (Forêt Communale de Dompierre), insbesondere im Norden und Westen, wo der Waldsaum ungefähr der 500-Meter-Höhenlinie folgt.
Zur Gemeinde gehören die Weiler Le Rupt du Void und Faing Vairel.
Nachbargemeinden von Deycimont sind Viménil (Berührungspunkt) im Norden, Lépanges-sur-Vologne im Osten, La Neuveville-devant-Lépanges im Süden, Docelles im Südwesten, Le Roulier im Westen sowie Méménil im Nordwesten.

## Geschichte
Deycimont tauchte 1232 in den Archiven des Kapitels Remiremont unter dem Namen Deceimonte auf. Die Besiedlung des Gebietes der heutigen Gemeinde geht aber wohl bis in die Zeit der Kelten – sicher belegt durch Münzfunde zumindest auf gallorömische Zeit zurück.
Im Jahr 1594 war Deycimont Teil der Bailliage der Vogesen und der Vogtei Bruyères. Die Pfarrei Deycimont gehörte ab 1790 zum Dekanat Bruyères ion der Diözese Épinal.
Frühere Schreibweisen des Ortes waren Décimont, Deycymont, Decii und Deyecimont Mons. Über die Namensherkunft gibt es mehrere Theorien: Dei Jacum Coementium (Gottes Stein-Domäne unter Bezug auf die Felsformation des Fournel). Eine andere Interpretation geht vom Namen Deciacus oder Decii Jacus Mons aus (eine Erhebung namens Decius nördlich des Kernortes). Im 19. Jahrhundert favorisierte man die Variante der zehn Berge (decem montes) im Gemeindegebiet.

### Bevölkerungsentwicklung
| Jahr      | 1962 | 1968 | 1975 | 1982 | 1990 | 1999 | 2010 | 2021 |
| Einwohner | 202  | 231  | 244  | 250  | 238  | 236  | 294  | 304  |

Im Jahr 1846 wurde mit 402 Bewohnern die bisher höchste Einwohnerzahl ermittelt. Die Zahlen basieren auf den Daten von cassini.ehess und INSEE.

## Sehenswürdigkeiten
- Die Kirche Sainte-Menne wurde im Auftrag des Bischofs von Toul zwischen 1050 und 1080 errichtet. Der Chor wurde im Jahr 1835 vergrößert. Nach Bombenschäden im Zweiten Weltkrieg und Hagelschäden im Jahr 1958 wurden die Kirchenfenster erneuert.
- Häuser und Gehöfte aus dem 17. Jahrhundert
- Tête du Fourneau und Roche des Gaulois: vorchristliche Kultstätten

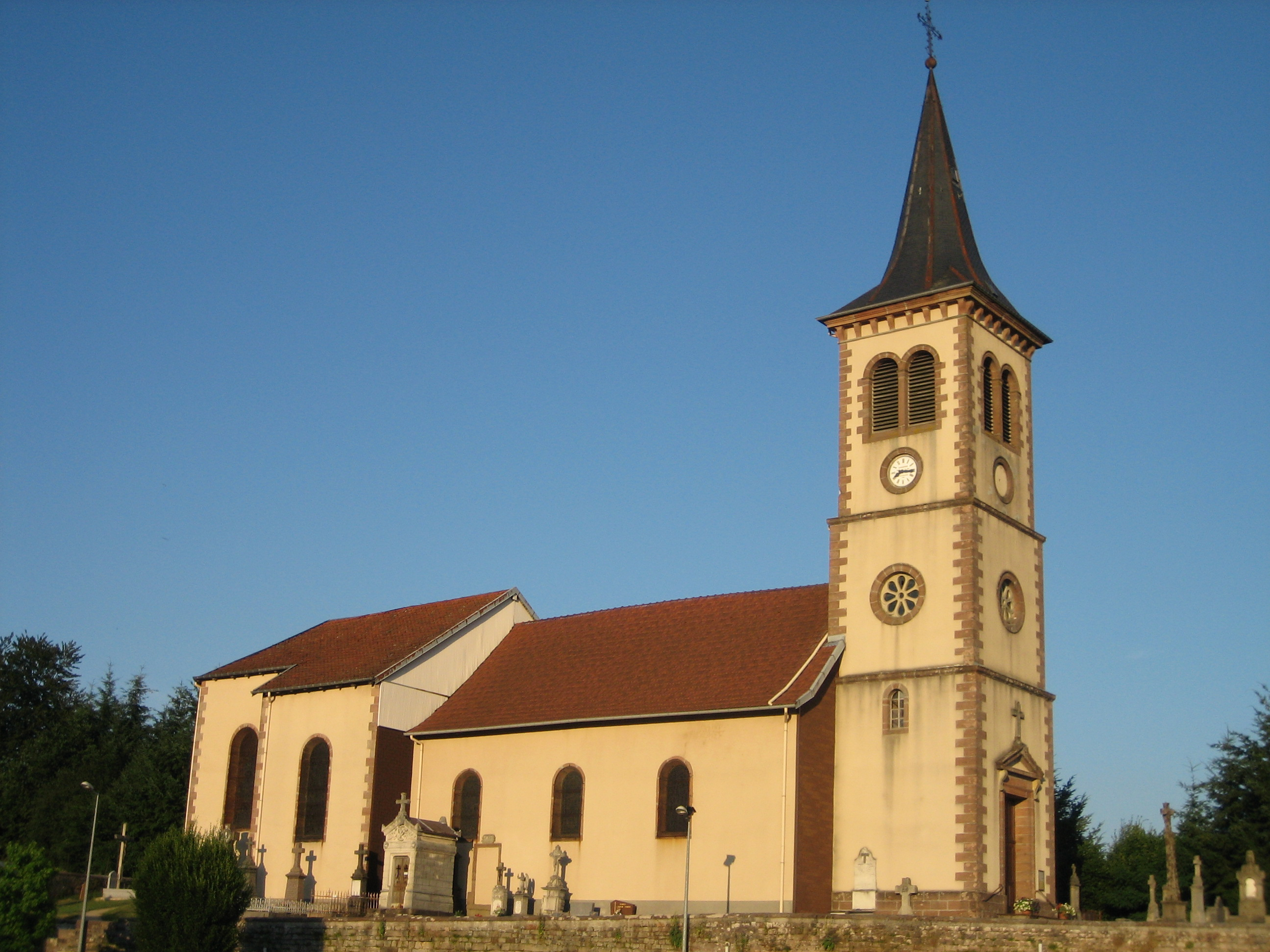
Kirche Sainte-Menne
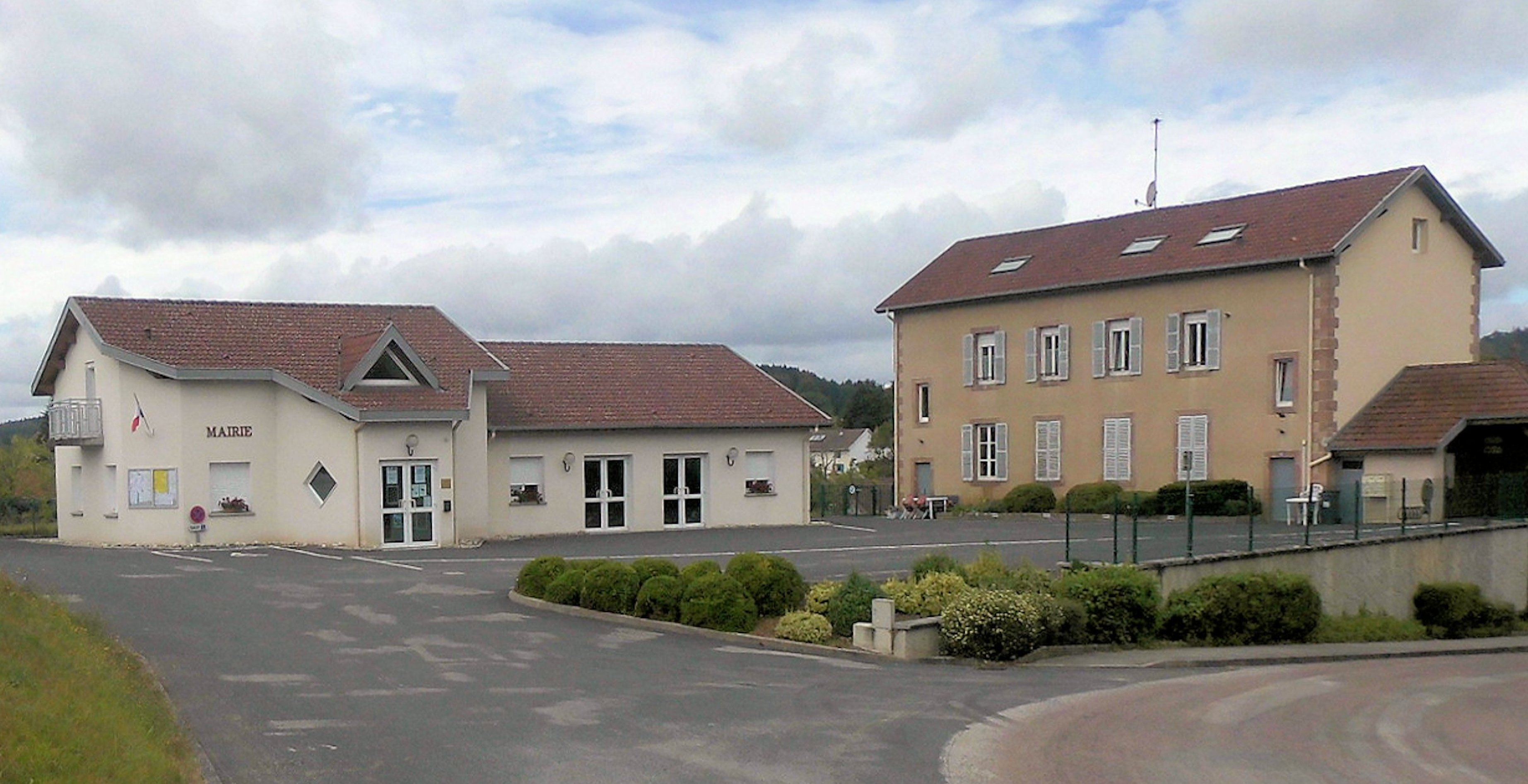
Rathaus und Schule in Deycimont
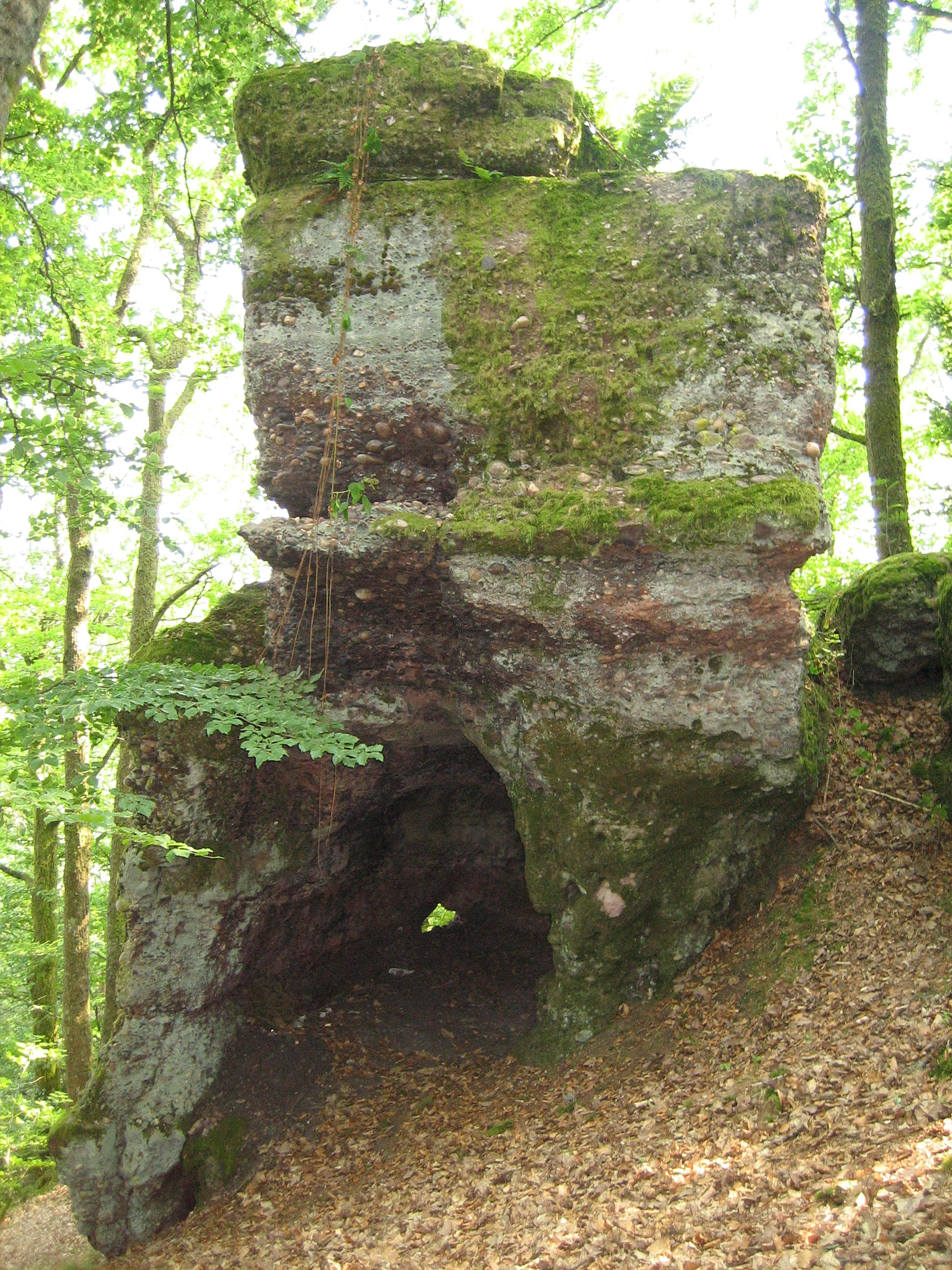
Tête du Fourneau
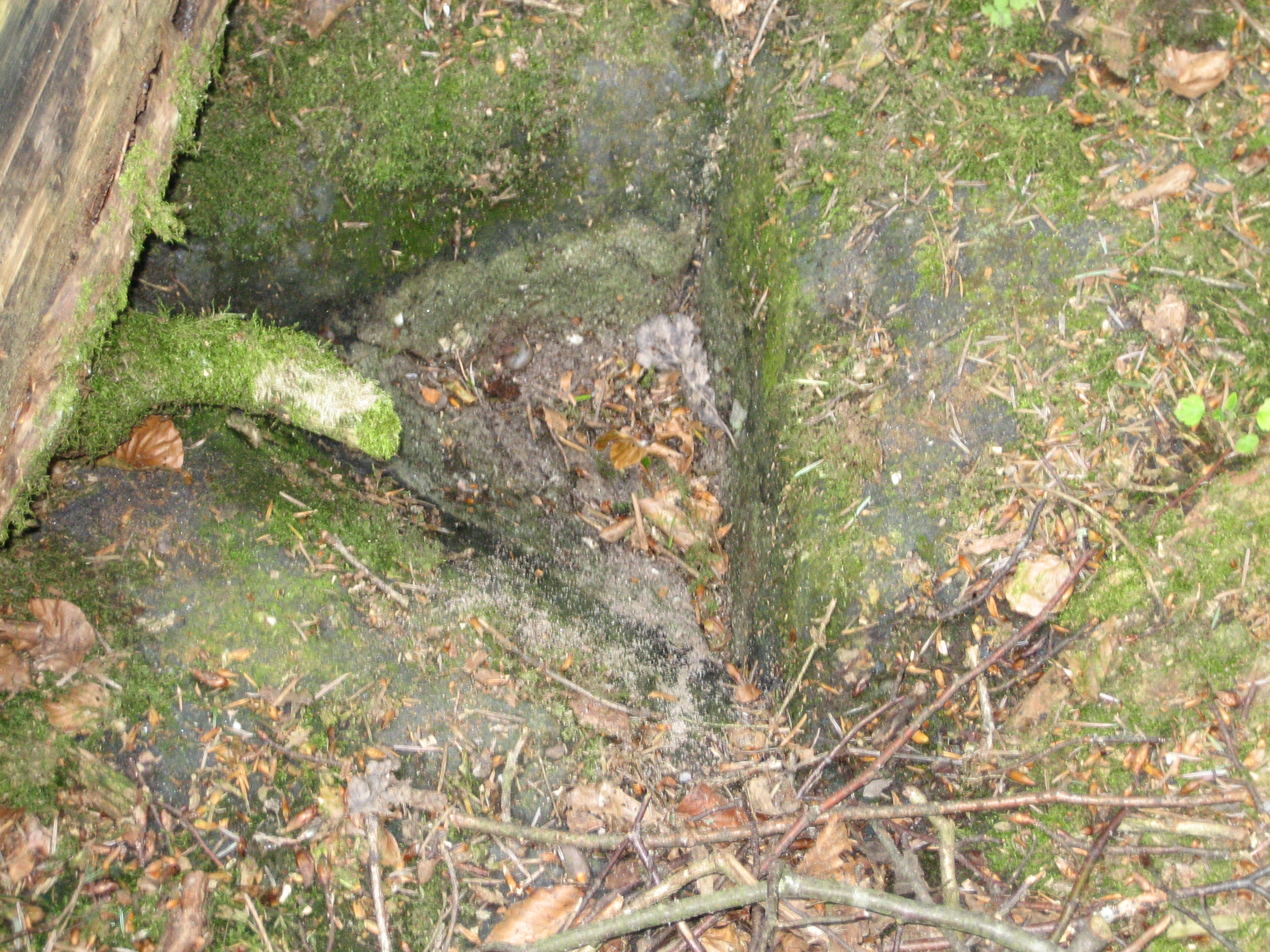
Roche des Gaulois

## Wirtschaft und Infrastruktur
In der Gemeinde sind sechs Landwirtschaftsbetriebe ansässig (Milchwirtschaft, Viehzucht). Daneben dominiert das Kleingewerbe (Bäckerei, Bauunternehmen, Textilbetrieb). Viele Bewohner der Gemeinde sind heute Pendler in die nahegelegenen Gewerbegebiete an Vologne und Mosel.
Deycimont liegt abseits der überregionalen Verkehrsströme. Durch die Gemeinde führt die Fernstraße D 11 von Docelles nach Bruyères. Der nächste Bahnhof liegt in der zwei Kilometer entfernten Gemeinde Lépanges-sur-Vologne an der von der TER Lorraine betriebenen Bahnstrecke Arches–Saint-Dié.

## Belege
1. ↑  Deycimont auf vosges-archives.com. (PDF; 78 kB) Archiviert vom Original (nicht mehr online verfügbar) am 26. März 2014; abgerufen am 25. März 2013 (französisch).
2. ↑  Geschichtsabriss auf deycimont.free.fr. Abgerufen am 26. März 2013 (französisch).
3. ↑  Deycimont auf cassini.ehess
4. ↑  Deycimont auf INSEE
5. ↑  Landwirtschaftsbetriebe auf annuaire-mairie.fr (französisch)